# 小行星5463
小行星5463（5463 Danwelcher）是一颗绕太阳运转的小行星，为主小行星带小行星。该小行星于1985年10月15日发现。

## 轨道参数
小行星5463的轨道半长轴为2.2467754 UA，离心率为0.141。